# Kolumna pieszych
Kolumna pieszych – zorganizowana grupa pieszych prowadzona przez kierownika lub dowódcę.
Kolumna pieszych z wyjątkiem pieszych w wieku do 10 lat musi poruszać się po poboczu, prawą stroną drogi.